# Via degli Alfani
Via degli Alfani, più spesso chiamata semplicemente via Alfani, è una strada del centro di Firenze che va da via Guelfa a via dei Pilastri, compresa fra via Cavour e Borgo Pinti. Vi si intersecano via della Pergola, via del Castellaccio, via dei Fibbiai, via dei Servi e via Ricasoli.

## Storia

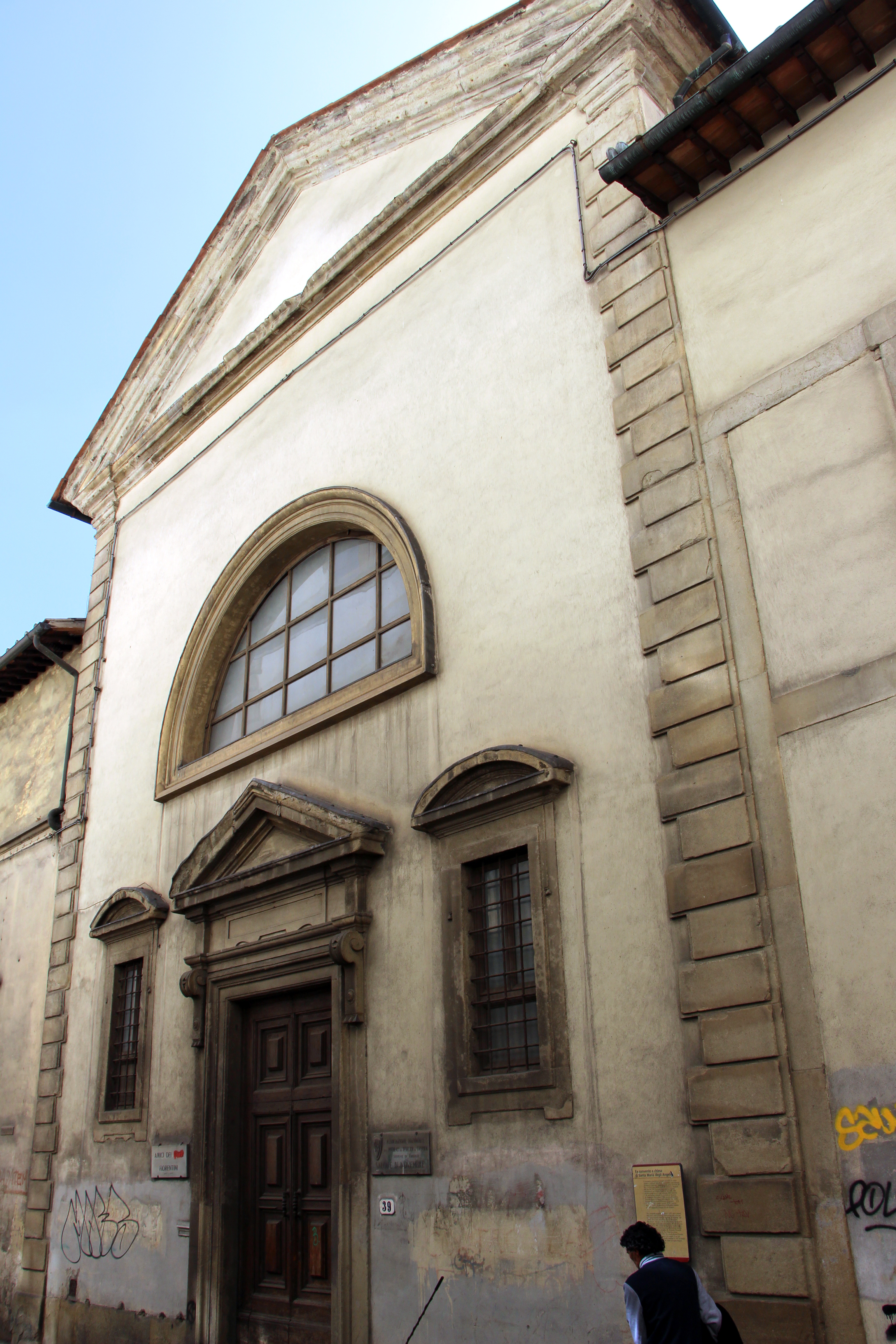
Via Alfani con la facciata della ex-chiesa di Santa Maria degli Angeli

La strada prende il nome dalla famiglia di banchieri degli Alfani, che ebbero rapporti privilegiati con il clero e il papato. Gianni Alfani fu un poeta stilnovista. Essendo guelfi di parte bianca, come Dante Alighieri, vennero esiliati da Firenze all'inizio del Trecento ed in parte vi rientrarono in seguito. La famiglia si estinse nel 1694.
La strada anticamente non aveva lo stesso nome in tutta la sua lunghezza: da Borgo Pinti a via della Pergola si chiamava via di Cafaggiolo o di Cafaggio (Cafaggio era il nome della zona boscosa in questa parte della città in epoca altomedievale, destinata per lo più a terreno da pascolo), poi fino a via dei Fibbiai via del Leone, poi via Alfani o via degli Agnoli, o del Tiratoio degli Agnoli (degli Angeli), per la presenza di un tiratoio dell'Arte della Lana che aveva preso il nome dal vicino monastero di Santa Maria degli Angeli. L'ultimo tratto, prima che venisse tagliato in due dalla costruzione di via dei Servi (1255-1256) si chiamava via del Ciliegio.
L'unificazione sotto il nome di via degli Alfani fu definitivamente deliberata nell'agosto del 1862.

## Descrizione
In via Alfani esistono numerosi "canti" storici, cioè incroci dai nomi legati a particolari della storia fiorentina. Per esempio il Canto di Montilloro, all'incrocio con Borgo Pinti, ricorda una delle potenze festeggianti, le compagnie laiche che nel tardo Rinascimento erano dedite all'organizzazione di feste e divertimenti. Qui si trova un grande tabernacolo trecentesco e una scultura lignea di San Sebastiano.
Il canto della Catena, all'incrocio con via della Pergola, deve il suo nome a uno stemma degli Alberti di Catenaria su una casa dell'Arte della Lana trasformata in palazzo da Bartolomeo Ammannati. L'angolo con via dei Servi è detto canto del Tribolo, denominazione di origine incerta, forse legata alla presenza in antico di piante spinose (della specie che ancora oggi si chiama Tribulus terrestris). 

### Edifici
Nel tratto di strada verso via del Castellaccio si trovano condensati i principali monumenti della strada: dopo il muro cieco con pancale della Facoltà di Lettere e Filosofia sulla sinistra (venendo da Borgo Pinti) i resti dell'antico monastero di Santa Maria degli Angeli, con la facciata dell'antica chiesa oggi sconsacrata ed usata come aula dalla Facoltà di Lettere e Filosofia dell'Università di Firenze. Da qui si può accedere anche ai chiostri monumentali del complesso: il chiostro Grande, dall'elegante architettura seicentesca, il chiostro dei Morti, con numerose lapidi funebri, e quello della Sagrestia, con un pregevole ciclo di lunette affrescate recentemente restaurato. Chiudeva il complesso camaldolese la Rotonda del Brunelleschi, oggi nelle forme date dal completamento negli anni trenta del XX secolo.
Sull'altro lato della strada si trova il notevole palazzo Giugni, dalle decorazioni scultoree vivide e fantasiose di Bartolomeo Ammannati. Accanto ad esso si trova il palazzo Guidi Raggio, che oggi ospita un convento ed ha un grande giardino sul retro. Al numero 78 si trova l'accesso al prestigioso Opificio delle Pietre Dure, che qui tiene sia il museo che alcuni laboratori di restauro.
| Immagine | N°                 | Nome                                           | Descrizione |
| -------- | ------------------ | ---------------------------------------------- | --- |
|          | 1r- 3r- 5r         | Casa                                           | In angolo con Borgo Pinti, si tratta di un edificio a quattro piani formatosi presumibilmente grazie all'unificazione di più antiche case a schiera, come molte ce n'erano in questa zona, comunque privo di elementi architettonici di rilievo. Dal lato di via degli Alfani, in prossimità della cantonata, è una nicchia protetta da un vetro con telaio metallico, all'interno della quale è una scultura policroma quattrocentesca raffigurante San Sebastiano, restaurata dopo i danni dell'alluvione del 1966. |
|          | 1                  | Casa dello spedale di San Matteo               | La casa (ma la sua attuale estensione indicherebbe come più adeguato il termine casamento) presenta un prospetto oltremodo semplice, organizzato su quattro piani per cinque assi, con l'ingresso sul secondo asse, a indicare con ogni probabilità il frutto dell'unificazione di più antiche case a schiera. Ai lati dell'arco che profila il portoncino sono due pietrini a rotella con una M gotica sul cui gambo centrale è intrecciata una S, insegna dello spedale di San Matteo, ad indicare un'antica proprietà riconducibile ai possessi della non lontana istituzione soppressa nel 1781. |
|          | 2r                 | Casa del tabernacolo di Montiloro              | Si tratta di un edificio a quattro piani formatosi presumibilmente grazie all'unificazione di più antiche case a schiera, come molte ce n'erano in questa zona, comunque privo di elementi architettonici di rilievo. Sul lato di via degli Alfani sono stati portati a vista sulle superfici intonacate porzioni di un architrave in pietra e di un arco ribassato il laterizio, a documentare l'antica fondazione dell'immobile. A costituire tuttavia il pregio della casa, sempre dal lato di via degli Alfani, è il tabernacolo architettonico costituito da un'edicola centinata quattrocentesca in pietra serena e un affresco della metà del Trecento, attribuito a Puccio di Simone, con la Madonna col Bambino in trono tra i santi Giovanni Battista e Pietro. L'opera, alterata da vari rifacimenti intercorsi nel tempo, fu strappata nel 1953 da Dino Dini e, ricollocata, fu danneggiata dall'alluvione del 4 novembre 1966: rimossa nuovamente e a lungo conservata nei depositi della Soprintendenza ai Beni Artistici e Storici fu restaurata dalla ditta R.A.M. nel 1991 su interessamento del Centro Matic Spa, quindi ricollocata nella sede originale. |
|          | 5                  | Casa dell'Arciconfraternita della Misericordia | L'edificio, architettonicamente privo di particolari pregi, presenta la tipica configurazione del fronte propria delle antiche case a schiera su due assi, attualmente sviluppati per quattro piani e ridisegnati per la parte terrena e per le cornici delle finestre presumibilmente nel Settecento. A documentare l'antichità della casa è peraltro una rotella in pietra serena (abrasa), partita con le insegne dell'arciconfraternita della Misericordia e della compagnia del Bigallo: il pietrino sottostante che riportava il numero d'ordine in riferimento al registro delle possessioni è del tutto illeggibile. |
|          | 7                  | Casa dell'Arciconfraternita della Misericordia | L'edificio si presenta con le forme proprie di una palazzina ottocentesca, con il fronte sviluppato per quattro assi su quattro piani, segnato da un doppio ingresso centrale (attualmente resta in uso come portone solo la porzione destra). In realtà l'immobile è da interpretare come frutto dell'unificazione di due antiche case a schiera ciascuna su due assi, secondo un processo di qualificazione alquanto frequente tra Ottocento e Novecento. A documentare la trasformazione sono peraltro due pietrini posti al limitare del fronte, a indicare le diverse proprietà dei due distinti immobili. Sul limitare sinistro è l'insegna dei Servi di Maria accompagnata dal numero 43 in caratteri romani; sul limitare destro è invece quella partita propria dell'arciconfraternita della Misericordia e della compagnia del Bigallo: in quest'ultimo caso il pietrino sottostante che riportava il numero d'ordine in riferimento al registro delle possessioni è del tutto illeggibile. |
|          | 11- 13             | Casa                                           | Il prospetto dell'immobile si presenta con un corpo centrale di quattro piani su tre assi, al quale si affiancano alle estremità due ulteriori assi privi di bucature ma forniti si accesso agli appartamenti. Si tratta con ogni evidenza del frutto ottocentesco dell'unificazione di due antiche case a schiera, in questo caso con scale distanti tra loro tanto da terminare la particolare configurazione del fronte (si veda, viceversa, ad esempio, l'immobile posto al numero 7 di questa stessa via, dove l'unificazione ha portato a due portoncini affiancati al centro del corpo di fabbrica). Sull'accesso posto a sinistra è uno scudo con un'arme costituita da un albero sradicato al naturale, non identificata. L'edificio è stato recentemente restaurato. |
|          | 24                 | Casa                                           | Nelle cantine dell'edificio sito in via degli Alfani, 24 si trova questo pietrino che riporta la seguente scritta: "Dell'Opa di Carità de' Cappellani del Duomo - XXXVIII". L'Opera di Carità dei Cappellani del Duomo nacque nel 1478 allo scopo di assistere quei preti che si fossero trovati in stato d'infermità o di indigenza. Molte furono le donazioni che l'Opera ricevette, tra cui vari immobili, e il numero in cifre romane ne segnava l'ordine riportato sui suoi registri. Normalmente i "pietrini" si trovano sulle facciate delle case, ma molti sono scomparsi, e questo, del tutto inedito, esiste su un muro della cantina dell'edificio in questione. |
|          | 27                 | Palazzina                                      | All'angolo con via della Pergola si trova un edificio sviluppato su tre piani più il terreno e sei assi su via della Pergola e tre su via Alfani. I prospetti sono abbelliti da fasce che simulano la pietra sulle cantonate, dove si aprono nicchie che forse dovevano ospitare delle statue. Su queste canotane si trovano altre aperture che corrispondono a un ulteriore asse sui prospetti. Gli elementi stilistici farebbero pensare a un edificio neoclassico della prima metà del XIX secolo. |
|          | 29                 | Palazzina                                      | Si tratta di una palazzina che, nel disegno della facciata, ancora ripropone la tipologia propria dei villini ottocenteschi, organizzata com'è su tre piani per tre assi, con il portone centrale sormontato dal balcone e con gli immancabili riferimenti nelle cornici delle bucatura alla tradizione architettonica cinque seicentesca. Tutti questi elementi (si vedano in particolare il balcone con la ringhiera in ferro così come le cornici delle finestre del piano principale chiuse da timpani triangolari) presentano geometrie e modi che rimandano ai primi del Novecento, con una chiara adesione a stilemi propri delle proposte moderniste e in particolare dei modelli secessionisti. Da un passaggio alla destra della facciata si accede a una fila di case medievali, un tempo affacciate sugli orti di Santa Maria degli Angeli e che oggi guardano un lato della Facoltà di Lettere. Tra queste spicca una con una fila di sporti in pietra, tutti diversi l'uno dall'altro. |
|          | 32- 34             | Casa dell'Arte della Lana                      | Le vicende relative all'edificazione di questa e della case contigue sono state così riassunte da Mazzino Fossi (1968): "Intorno al 1575 l'Ammannati ebbe l'incarico di costruire tre case per conto dell'Arte della Lana, sull'angolo di via della Pergola e via Alfani dopo l'antico Tiratoio. Le due case su via degli Alfani furono terminate nel 1577, quella su via della Pergola nel 1584. Qui ricorrono gli stessi elementi e motivi già propri del vicino palazzo Giugni, ovviamente semplificati e ridotti a tono decisamente minore. Sulla cantonata (canto alla Catena) è in basso uno scudo (dei due originari) con l'arme della famiglia Alberti, a ricordare come a questi si dovesse la costruzione, nel 1372, dell'ospedale detto d'Orbatello. Più in alto è un grande scudo con l'insegna dell'Arte della Lana. Sulla porta che guarda su via della Pergola si trova poi un modestissimo stemma dei Gherardini. Al 34, non fosse per la diversa tinteggiatura che a lungo lo ha caratterizzato, si presenta come logica prosecuzione una casa già dei Bruscoli, legata soprattutto all'identificazione con la casa abitata da san Luigi Gonzaga, ricordato da una lapide posta al centro del fronte e un dipinto di Giovanni Battista Arrighi. |
|          | 40                 | Casamento dell'Arte della Lana                 | L'antica proprietà dell'Arte della Lana è ricordato da alcuni stemmi in facciata col tipico Agnus Dei, in una zona a ridosso dell'antico tiratoio degli Angeli e non lontana dal tiratoio della Pergola. Un altro stemma, probabilmente familiare, si trova sul portale ad arco. |
|          | 42- 44             | Palazzo Guidi Raggio                           | In antico quest'area era fortemente caratterizza da proprietà dell'Arte della Lana che si estendevano fino a via della Pergola, ed anche in questo luogo si trovava un tiratoio, detto 'degli Angeli' (o Angioli) in riferimento al vicino monastero di Santa Maria degli Angioli. I Giugni, proprietari dell'attiguo palazzo (al numero 48), acquistarono l'immobile e il terreno circostante verso la fine del Seicento, presumibilmente in occasione del matrimonio tra Niccolò Giugni e Luisa Giraldi (1691), in un momento in cui la famiglia molto aveva investito per ampliare ed arricchire la propria residenza. L'attuale edificio fu tuttavia eretto solo a Ottocento inoltrato, come dichiarato dal disegno dell'esteso fronte, organizzato su tre piani per nove assi. Passato successivamente alla famiglia Guidi Raggio, il palazzo fu donato negli anni cinquanta del Novecento alle Suore Minime del Sacro Cuore, di regola francescana, che lo trasformarono in un convento ancora oggi attivo. Se il fronte non presenta caratteri architettonici significativi nel suo adeguarsi a una tipologia oltremodo diffusa nell'Ottocento, è comunque da segnalare il piacevole giardino interno che, congiungendosi con quello di pertinenza di palazzo Giugni, determina una degli spazi verdi tra i più vasti della zona. |
|          | 31- 33             | Edificio della Facoltà di Lettere e Filosofia  | L'edificio segna un lungo tratto della via con un anonimo alto muro di cinta che perimetra il piccolo spazio a verde posto tra la strada e la costruzione, realizzata a partire dal 1959 (cantiere chiuso nel 1964) su progetto dell'architetto Raffaello Fagnoni. Al di là delle caratteristiche del complesso per quanto riguarda gli spazi interni e la loro organizzazione, ben si intendono le molte critiche sollevate dal progetto fin dalla sua presentazione, legate essenzialmente alla scelta di costruire su via degli Alfani un lungo muro cieco, che si disse motivato sia dalla necessità di assicurare alle aule e ai luoghi di studio un sufficiente isolamento, sia dalla volontà di trovare un segno di continuità con i chiostri e i giardini murati presenti nell'area. È inoltre da tenere presente come il progetto originario prevedesse l'altezza del muro doppia rispetto alla attuale e come questa ipotesi, approvata dalla Soprintendenza ai Monumenti, venisse respinta dalla Commissione Edilizia portando all'attuale progetto, appunto approvato nel 1959. |
|          | 35- 37- 39- 41- 43 | Ex-monastero di Santa Maria degli Angeli       | Oggi facente parte del complesso universitario, era anticamente uno dei più grandi e importanti monasteri di Firenze, fondato nel 1295 di regola benedettina camaldolese. Fu frequentato da Cosimo il Vecchio, Giovanni de' Medici (Leone X) e Lorenzo de' Medici, Luchino Visconti, che era sposato con una sorella di Pazzino Strozzi, Marsilio Ficino, Niccolò Niccoli, Paolo Toscanelli dal Pozzo, ecc. Essi si riunivano in questa sede, ospiti di Ambrogio Traversari, Priore Generale dell'Ordine Camaldolese, nella prima metà del XV secolo. Ricchissimo era il corredo artistico, che aveva opere di Lorenzo Monaco, beato Angelico, Lorenzo Ghiberti, Andrea del Castagno, Sandro Botticelli e molti altri. Soppresso per volontà napoleonica nel 1808 assieme a molti altri istituti religiosi, ebbe poi vita travagliata. Fu usato dall'arcispedale di Santa Maria Nuova e in seguito venne ceduto all'Università di Firenze (nel 1940, ma in uso dal 1964-65). |
|          | 47                 | Buca di Sant'Antonio Abate                     | In un locale appartenente al complesso degli Angeli, riconoscibile per il portale a timpano sormontato da un rilievo col trigramma di San Bernardino, si riunisce l'antica Compagnia di Sant'Antonio Abate. La sede è nel piano terra, tipico di questo tipo di confraternite che venivano appunto dette "buche". Tuttora in vita ed operante nella sua istituzione di preghiera e carità, nei suoi locali di proprietà ospita la sede della Società di San Vincenzo de' Paoli. |
|          | 48                 | Palazzo Giugni                                 | Il palazzo fu costruito sui terreni già di proprietà di un monastero di monache camaldolesi, su commissione di Simone da Firenzuola e progetto di Bartolomeo Ammannati (1570-1577 circa). Nel 1640 la proprietà passò per via ereditaria ai Giugni e nel 1691, in occasione del matrimonio tra Niccolò Giugni e Luisa Giraldi, fu ampliata con l'aggiunta di due ali laterali e di una grotta e arricchita, al piano nobile, da una galleria. La famiglia mantenne la dimora fino al 1830 (legando il proprio nome al palazzo a discapito degli originari fondatori), quando questa passò ai Della Porta: fu in questo periodo che la residenza fu affittata al pittore e scrittore inglese Walter Savage Landor. Nel suo insieme l'edificio è da considerarsi "il più notevole esempio di architettura civile dell'Ammannati e tipico dell'architettura fiorentina", in altri termini una "fra le sue architetture più belle ed equilibrate nella fusione fra le parti costruttive con quelle ornamentali". |
|          | 50                 | Casa del monastero di Santa Maria degli Angeli | Addossata a palazzo Giugni, la casa, caratterizzata da una grande finestra con grata, dovette essere una pertinenza del palazzo e, anteriormente, un possedimento del vicino monastero di Santa Maria degli Angeli, come farebbe pensare il pietrino in facciata, che reca il numero d'inventario 6. |
|          | 56                 | Casa dell'ospedale degli Innocenti             | Un pietrino con l'inconfondibile stemma del bambino in fasce ricorda come questa casa appartenesse allo spedale degli Innocenti, che dopotutto è attiguo. Tali segni ricordavano anticamente a chi appartenessero le case, che venivano date in pigione alla popolazione. |
|          | 58                 | Ex-clinica della Maternità                     | In un ampio edificio già di pertinenza dello Spedale degli Innocenti fu costruita nel 1878 la "Maternità", cioè l'ospedale delle gestanti, prima che tutto venisse trasferito all'ospedale di Careggi. Curò gratuitamente l'adattamento l'architetto Leopoldo Pasqui. Qui nel Quattrocento ebbe la sua abistazione Filippino Lippi. Oggi l'edificio, che corre lungo via dei Fibbiai, è sede di alcune aule della Facoltà di Lettere e Filosofia, della Mediateca e Centro Linguistico d'Ateneo e dell'ISIA. |
|          | s.n.               | Rotonda del Brunelleschi                       | Fu progettata nel 1434 da Filippo Brunelleschi come studio di edificio a pianta centrale, con forma ottagonale all'interno e con sedici facciate all'esterno. La costruzione era stata voluta da Matteo Scolari, cavaliere e governatore di Serbia e da suo cugino Andrea, vescovo di Varadino (nell'attuale Romania, all'epoca Ungheria), rispettivamente fratello e cugino del celebre Filippo, detto Pippo Spano. L'esecuzione del progetto venne interrotta, perché la Repubblica requisì il lascito Scolari per sopperire alle spese della guerra contro Lucca (dal 1437), rimase il rudere alto circa sette metri, che fu poi chiamato dal popolo il Castellaccio. Esso era inserito nel muro di confine dell'orto del monastero, finché non venne coperto con un tetto. Nel XVII secolo e nel XIX secolo si costruirono sopra alcune stanze e il locale servì come studio allo scultore Enrico Pazzi. Fu ristrutturata da Rodolfo Sabatini solo nel 1937 seguendo il disegno del suo ideatore ma senza riuscire a dare un aspetto unitario all'edificio, che rimane comunque diviso in parte bassa con i tipici costoloni in pietra serena, e parte alta senza decorazioni. Oggi è pure usato dall'Università di Firenze. |
|          | 53                 | Rimesse                                        | Presso le rimesse già un tempo di carrozze (oggi adibite a garage) si trova in angolo uno stemma tre-quattrcoentesco in pietraforte, molto danneggiato, ma in cui si riconoscono ancora le iniziali AN. La lettura del blasone è resa difficile dalle condizioni e dal mortificante passaggio del tubo di gronda proprio sopra esso. |
|          | 62                 | Casa di Santa Maria degli Angioli              | Si tratta di un edificio con il prospetto privo di elementi architettonici di rilievo, organizzato su quattro piani per due assi. Spicca solo la presenza sul fronte di un pietrino a rotella con le lettere S M A R I A, a sancire l'antica proprietà dell'immobile da parte del vicino monastero di Santa Maria degli Angioli, soppresso nel 1786. È lo stesso simbolo che si vede sul portone del monastero e sui pilastri del duo chiostro grande. |
|          | s.n.               | Palazzo Durazzo Stacchini                      | L'esteso edificio occupa un'area già segnata da un precedente palazzo cinquecentesco, del quale sono ancora ben leggibili le antiche cantonate in bugne di pietra, in parte integrate, sia sul canto del Tribolo (tra via dei Servi e via degli Alfani), sia su quello opposto, al piano terreno, tra la stessa via degli Alfani e via del Castellaccio. Altre tracce di questa preesistenza sono negli interni, come attestano gli ambienti ora occupati da un'agenzia della Cassa di Risparmio, con colonne e peducci rinascimentali. L'attuale palazzo, come testimonia Federico Fantozzi, è tuttavia opera di gusto neoclassico, eretta inglobando le più antiche strutture nel 1824, su progetto dell'architetto Gaetano Baccani. |
|          | 65- 67             | Palazzo Gerini                                 | Affaccia su questo lato della strada un'ala di palazzo Gerini, con ingresso principale su via Ricasoli 42-44. Composto di ben sette assi su due piani più mezzanino, è ingentilito da un balcone che sovrasta tre aperture ad arco, destinate a fondo commerciale. Al centro di questa facciata un grande arme dei Gerini. |
|          | 68                 | Casa delle monache di San Niccolò              | Si tratta di un bell'edificio di significativa estensione, con il prospetto riconfigurato nel Settecento e organizzato su quattro piani per cinque assi. Lo si segnala, oltre che per il pregio dell'immobile, per la presenza sul fronte di un pietrino con raffigurati nel campo due pastorali decussati e legati, accompagnati dalla mitria vescovile e da tre palle (attributi di san Nicola di Bari). Tale pietrino - a sancire l'antica proprietà - è riferibile a quello che era il vicino monastero femminile benedettino di San Niccolò di Cafaggio, soppresso da Pietro Leopoldo di Lorena nel 1782 e ora occupato in parte dall'Opificio delle Pietre Dure e in parte dal conservatorio di musica Luigi Cherubini. |
|          | 69                 | Casa delle monache di San Niccolò              | Come il precedente, si tratta di un edificio con il prospetto privo di elementi architettonici di rilievo, organizzato su tre piani per quattro assi, con il pietrino a sancire l'antica proprietà del vicino monastero femminile benedettino di San Niccolò di Cafaggio. Il numero 11 in caratteri romani che accompagna il contrassegno è da riferirsi alla posizione che aveva l'immobile nel registro delle possessioni del monastero stesso. |
|          | 70                 | Palazzina                                      | Il prospetto di gusto neorinascimentale, ispirato ai modi dell'Ammannati, mostra un portale bugnato al centro, sormontato da un terrazzino. I tre assi delle aperture sono mossi al piano nobile da timpani triangolari ai lati e curvato al centro. Al piano terra si aprono due grandi archi, tamponato a sinistra e aperto in un vasto androne a destra, probabilmente usato in antico come passaggio per le carrozze. Qui si trova oggi una piccola galleria commerciale. |
|          | 71                 | Casa delle monache di San Niccolò              | Contrassegnato come i precedenti, ha il prospetto privo di elementi architettonici di rilievo, riconfigurato nell'Ottocento e organizzato su quattro piani per quattro assi dal lato di via degli Alfani, per un asse dal lato di via Ricasoli. Il pietrino si trova sopra il portale. |
|          | 73                 | Casa delle monache di San Niccolò              | Anche questa casa ha il prospetto assai semplice e decisamente privo di elementi architettonici di rilievo, organizzato su due assi per quattro piani più uno in soprelevazione, frutto della parziale trasformazione di un'antica casa a schiera. Spicca però per il pietrino di San Niccolò di Cafaggio. Di una più recente proprietà documenta invece la presenza della caratteristica targhetta della Fondiaria Assicurazioni. |
|          | 74- 76- 78         | Opificio delle Pietre Dure                     | L'istituto occupa una porzione dell'antico monastero di San Niccolò di Cafaggio, edificato nella prima metà del Trecento e soppresso nel 1783. Lo stesso granduca espresse la volontà di ridisegnare e quindi destinare il complesso a un'accademia, scelta che nel corso del tempo determinò la riconfigurazione della struttura - previo progetto di riduzione redatto da Bernardo Fallani e quindi lavori diretti prima da Gasparo Maria Paoletti e poi da Giuseppe Del Rosso - e la sua destinazione ad accogliere istituzioni comunque riconducibili a questa indicazione: l'Opificio delle Pietre Dure per questa porzione e l'Accademia di Belle Arti per l'area su via Ricasoli verso via Cesare Battisti, quest'ultima a occupare anche gli spazi già dello spedale di San Matteo. La manifattura delle pietre dure fu trasferita in questi locali pochi anni dopo, nel 1798, ma vantava una ben più antica storia: l'origine dell'istituto può essere infatti fatta risalire ai laboratori creati da Francesco I de' Medici nel Casino di San Marco, poi ufficialmente istituito nel 1588 dal granduca Ferdinando I con l'obiettivo di disciplinare le molte maestranze impiegate nella lavorazione dei materiali litici rari, e questo in stretto rapporto con il grande cantiere che avrebbe portato alla realizzazione della cappella dei Principi nell'area della basilica di San Lorenzo. Di questa storia è testimone il museo ospitato negli ambienti del nostro edificio che, sviluppati sulla sinistra dell'androne di accesso, erano già dal 1862 circa aperti al pubblico sotto forma di "sale di ostensione" dei lavori. Vicino al 74 esiste il tabernacolo del Velo della Veronica, dotato di una targa, legato a un curioso fatto di devozione popolare. |
|          | s.n.               | Conservatorio Luigi Cherubini                  | Ufficialmente affacciato sullo slargo detto piazza delle Belle Arti 2, l'Istituto musicale ha origine nel 1849, come corso dipendente dall'Accademia di Belle Arti, che in realtà già dal 1811 aveva istituito insegnamenti dedicati alla 'musica e alla declamazione'. Al 1853 vari disegni dell'Archivio storico del Comune di Firenze attestano la redazione da parte dell'architetto Francesco Mazzei di un progetto di ristrutturazione dell'intero complesso, compresa questa porzione. Nel 1860 l'istituto divenne autonomo, assumendo la denominazione di Regio Istituto musicale di Firenze. Nel 1931, con l'acquisizione di nuovi ambienti, si provvide a trasformare su progetto e direzione dei lavori dell'architetto Rodolfo Sabatini la sala detta del Buonumore e gli spazi circostanti in un grande salone da concerti, capace di 1100 posti (inaugurazione nell'aprile del 1936). Al tempo del Garneri al primo piano del nostro edificio si trovava il museo degli strumenti musicali, poi allestito in spazi annessi alla Galleria dell'Accademia (inaugurato nel 1996). Per quanto riguarda gli esterni si segnala il portale, realizzato su disegno di Gasparo Maria Paoletti, già posto quale accesso ai locali dell'Accademia di Belle Arti e qui rimontato tra il 1934 e il 1936 in occasione degli interventi di restauro alla struttura diretti prima da Amedeo Orlandini e quindi da Alfredo Barbacci. Al 1996 si data un intervento di ripulitura della facciata, cantiere inserito tra gli interventi straordinari finanziati in occasione dello svolgimento a Firenze del Consiglio europeo del 21-22 giugno di quell'anno. |
|          | 131r- 133r- 135r   | Casa delle Monache di Cafaggio                 | Modesto edificio con ingresso su via Ricasoli 50, affacciato sulla piazza delle Belle Arti, era un tempo antistante la chiesa del monastero di San Niccolò di Cafaggio, al quale si riferiscono i due grandi scudi araldici in pietraforte posti alla cantonata, caratterizzati da un palo che separa le iniziali N C, in parte abrase. Lo scudo, versione più antica dell'emblema con le palline a la mitria vescovile di san Nicola, risale al Due-Trecento, e se ne trova un altro identico sul portone al n. 82 di questa strada, dell'edificio sulla cantonata opposta. |
|          | 82                 | Casamento delle Monache di Cafaggio            | In angolo con via Ricasoli, si tratta di un casamento nato dall'accorpamento di più edifici, con cinque assi su via Alfani, e sette sui via Ricasoli, sebbene solo sui cinque più a destra si noti una sopraelevazione di un ulteriore piano oltre ai due di norma, e un'altana al termine. Sul portale di via Alfani resta un antico stemma del monastero di San Niccolò di Cafaggio, con un palo al centro e le lettere N e C ai lati. Il carattere gotico delle lettere fa pensare a uno stemma trecentesco, che si ritrova identico anche sulla cantonata opposta, prima che si diffondesse come emblema delle monache il cappello vescovile e le tre palline tipiche di san Nicola di Bari, loro patrono. Il primo stemma si trova anche sulla casa con ingresso in via Ricasoli 50, in doppia copia alla cantonata, mentre il secondo tipo è apposto come pietrino in numerose case della zona. Le monache avevano fatto erigere anche il tabernacolo posto sulla cantonata, dove si trovava un affresco trecentesco oggi nei depositi della soprintendenza, sostituito da un Crocifissione del 1951 dello scultore Ugo Lucerni. |
|          | 84                 | Palazzo Baldi delle Rose                       | Nel suo repertorio Walther Limburger segnala il palazzo come del Seicento, e Bargellini e Guarnieri lo indicano come opera riconducibile o a Gherardo Silvani o a Giovanni Battista Foggini. Sicuramente si tratta di un edificio di un certo pregio, con il fronte fortemente caratterizzato dal prevalere dei vuoti sui pieni, dato il grande numero di finestre che si allineano sui tre piani (più un mezzanino) per cinque assi, tutte profilate da cornici di pietra riccamente lavorate. Sotto il secondo ricorso sono due scudi, di cui quello a destra, più antico, oramai illeggibile, ma segnalato da Carla Tomasini Pietramellara come della famiglia Bottegari (di verde, all'orso levato al naturale e alla banda diminuita attraversante di rosso). L'altro presenta l'arme dei Baldi delle Rose (d'azzurro alla banda d'argento caricata di tre rami di rosaio fioriti ciascuno di un pezzo al naturale e posti in palo). Attualmente l'edificio ospita la sede di un'azienda di ricerca farmaceutica. |

### Lapidi
Al 34 la lapide dedicata a san Luigi Gonzaga, con il dipinto di Giovanni Battista Arrighi che, chiuso da una cornice circolare in pietra, lo ritrae mentre medita davanti al Crocifisso.
| BEATI ALOYSII GONZAGAE SOC. IES. SIMVLACRVM ASPICE VIATOR: ET LOCVM VBI STETERVNT PEDES EIVS ANIMO VENERABVNDVS EXOSCVLARE HIC NOVENNI PVER TYROCI NIA POSVIT SANCTITATIS, ET SI ILLVM REGIA AVLA, ET FLORENTISSIMA NOSTRA CIVITAS MIRATA EST VIRGINI AB ANGELO SALVTATAE ILLIBATVM VIRGINITATIS FLOREM OFFERENTEM: DOMVS HAEC, QVAM TANTVS HOSPES IMPLEVIT, IPSVM EXIMIAE RELIGIONIS CVLTV IN TAM TENERA AETATE FOVISSE GLORIATVR: NEVE TAM AVGVSTVM DOMVS HVIVS, ET VRBIS PEREAT DECVS, MONVMENTVM HOC POSITVM FVIT SER. COS. III M. D. ETR. REGNANTE AN. SAL. MDCLXXXVIII |

La traduzione è: "Guarda o viandante, l'immagine del beato Luigi Gonzaga della Compagnia di Gesù e bacia con animo riverente il luogo ove posarono i suoi piedi. Fanciullo di nove anni egli fece qui il noviziato della sua santità. E se la Corte e la nostra fiorentissima città lo ammirarono mentre offriva alla Vergine Annunziata il fiore purissimo della sua castità, questa casa, dove dimorò un così famoso ospite, si onora di averlo custodito in sì tenera età nella pratica della santa religione. E perché non perisca così grande onore di questa casa e della città, fu posto questo monumento regnando il Serenissimo Cosimo III granduca di Toscana, l'anno di grazia 1688."
Sopra il 56 rosso si trova un'altra lapide ormai illeggibile, ma nota da trascrizioni. Si riferisce a una delibera dei signori Otto contro chi arrecasse disturbo al vicino Spedale degli Innocenti; se ne trovava una copia nella "via della Crocetta" citata nel bando, ossi nell'attuale via della Colonna, sotto la volta degli Innocenti. Scritta fittamente, conteneva alcuni punti per separare le parole.
| LI SS OTTO SOTTO PENA DI SCVDI 2 E TRATTI 2 DI FVNE PROIBISCONO TVTTI I GIVOCHI, E OGNI SORTE DI SPORCITIA:VICINO:ALLA: MVRAGLIA:DELLO:ISPEDALE: DEGLI.INNOCENTI PER.DIECI BRACCIA.ATORNO.DALLA.VIA DEGLI.AGNOLI:ALLA VIA DELLA CROCETTA.A D MDCXIII. |

Al 58 un'altra targa dei Signori Otto illeggibile, che evitata i giochi rumorosi nei pressi dell'immagine del beato Luigi Gonzaga:
| GLI SPETTABILI SS OTTO PRO IBISCONO IL GIOCARE A PAL LOTTOLE, PALLA, PALLONE ED AL TRI SIMILI GIVOCHI AL CANTO ALLA CATENA PRESSO ALL'IMA GINE DEL B LVIGI GONZAGA A BRACCIA CENTO SOTTO PENA DI SCVDI DVE DI CATTURA ET ARBITRIO DI LOR SIGNORIE. |

Allo stesso numero, sotto le arcate del cortiletto, si trova una lapide che ricorda l'edificazione della ex-Clinica della Maternità:
| L'ARCHITETTO LEOPOLDO PASQUI CON LUNGHI STUDI CON L'OPERA NOBILMENTE GRATUITA SOLO INTERROTTA DA MORTE ADATTÒ L'EDIFIZIO AD ACCOGLIERE FIN DAL 1 GENNAIO MDCCCLXXVIII LE PARTORIENTI POVERE LA SCUOLA DI OSTERTRICIA I FANCIULLI INFERMI CUI L'INDIGENZA NEGÒ ANCHE LE CURE MATERNE |

Accanto alla porta del numero civico 71r, una targa dei Signori Otto parzialmente illeggibile, ma parzialmente nota, tranne l'ultima riga:
| [LI SS OTTO] PROHIBISCONO, CHE [D]ALLA [PO]RTA DEL CONVENTO DE' MONACI DEGLI ANGIOLI SINO AL CA STELLACCIO, NON SI POSSA ORINARE NE FARE SPORCITIE DI SORTE ALCVN A [SOTTO PENA DI] SCVDI DVE E DVE TR[ATTI DI FVNE A] CIASCVNO, E DE[LL ---------------- ANNO] MDCXXX |

Al 74, sotto un tabernacolo con l'immagine del velo della Veronica, si legge:
| A. P. R. M. DEPICTA. IMAGO. B. M. V. SINE. LABE. CONCEPTAE QVAM. HEIC. SIBI. POSVERAT. IOAN. BAPTISTA. BIAGIOTTI OB. QVAMPLVRIMA. SIGNA. ET. PRODIGIA. MAGNA. POPVLI. FREQVENTIA INTERDIV. NOCTVQVE. CONCELEBRATA VT. DEI. MATER. SANCTIVS. COLERETVR RELLIGIOSA. SVPPLICATIONE ANTELVCANO. TEMPORE IN. ECCLESIAM. METROPOLITANAM. TRANSLATA. EST KAL. SEPTEMBR. AN. MDCCIVC COLLEGIO. PRESBYTERORVM. D. IOSEPHI. CONCREDITA. CVRA |

La traduzione è: "A perenne memoria dell'evento. L'immagine dipinta dell'Immacolata Concezione che Giovanni Battista Biagiotti aveva fatto collocare qui per sé [ossia per propria devozione], e che attirava giorno e notte grande affluenza di fedeli per i moltissimi segni miracolosi, affinché la Madre di Dio fosse venerata in modo più consono, fu trasportata in processione prima dell'alba nella Cattedrale il 1º settembre 1796 a cura del Collegio dei sacerdoti di San Giuseppe".
Sulla facciata dell'Opificio delle Pietre Dure una memoria di Pietro Benvenuti e di Raffaello Morghen:
| A PIETRO BENVENUTI CHE L'ARTE DELLA PITTURA MISERAMENTE CADUTA RAVVIVÒ CON LO STUDIO DEGLI ANTICHI ESEMPLARI RESTAURÒ COI PRECETTI NOBILITÒ CON LE OPERE E A RAFFAELLO MORGHEN PER MOLTEPLICI LAVORI D'INTAGLIO IN RAME CONDOTTI CON MIRABILE MAGISTERO PRINCIPE DEGLI INCISORI DELL'ETÀ SUA IL COLLEGIO ACCADEMICO DELLE BELLE ARTI POSE NEL MDCCCLXXVII QUESTA MEMORIA CHE RAMMENTI COME QUEI DUE LUMI D'ITALIA MAESTRI DELL'ISTITUTO FIORENTINO QUI ABITARONO E SETTUAGENARI MORIRONO L'UNO IL III FEBB. MDCCCXLIV L'ALTRO L'VIII APR. MDCCCXXXIII |

### Tabernacoli

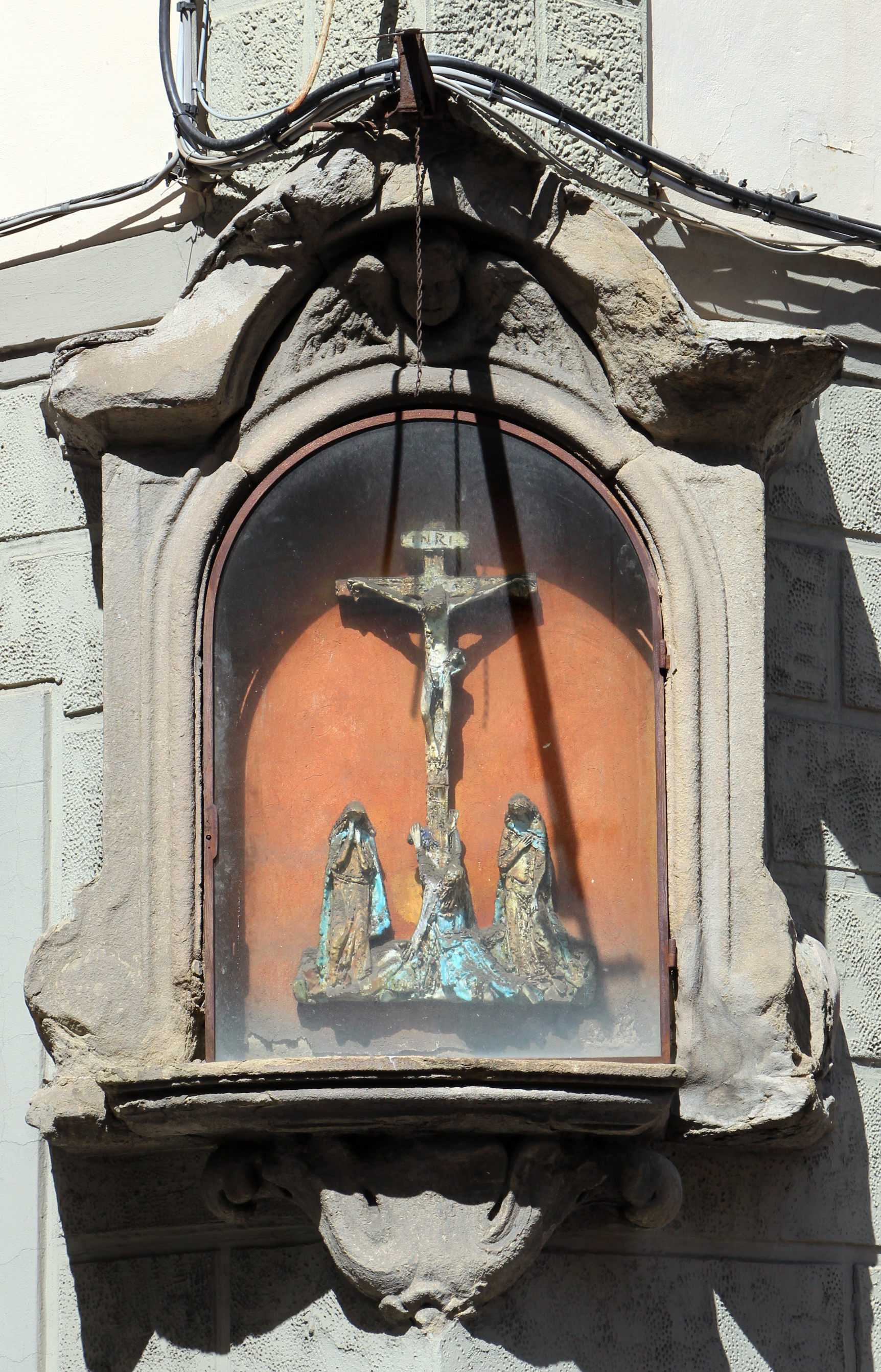
Il tabernacolo della Crocifissione

Lungo la strada si incontrano cinque tabernacoli. Il già citato tabernacolo di Montiloro, con affresco trecentesco, seguito dall'antistante San Sebastiano. Più avanti, al 34, la memoria di san Luigi Gonzaga e al 74 il tabernacolo con il velo della Veronica affiancato da una lapide già ricordata, che testimonia come sostituì un'immagine dell'Immacolata oggi in Duomo.
All'angolo con via Ricasoli e la piazza delle Belle Arti infine un tabernacolo in arenaria del XVII secolo, contenente una Crocifissione in terracotta di Ugo Lucerni (1951). Vi si conservava, reincorniciato probabilmente su iniziativa delle monache di San Niccolò di Cafaggio, un affresco della Madonna col Bambino perduto, di cui resta solo la sinopia nel deposito della Soprintendenza, che Boskovits ha attribuito a Jacopo del Casentino, sulla base anche di un'indicazione del Vasari.

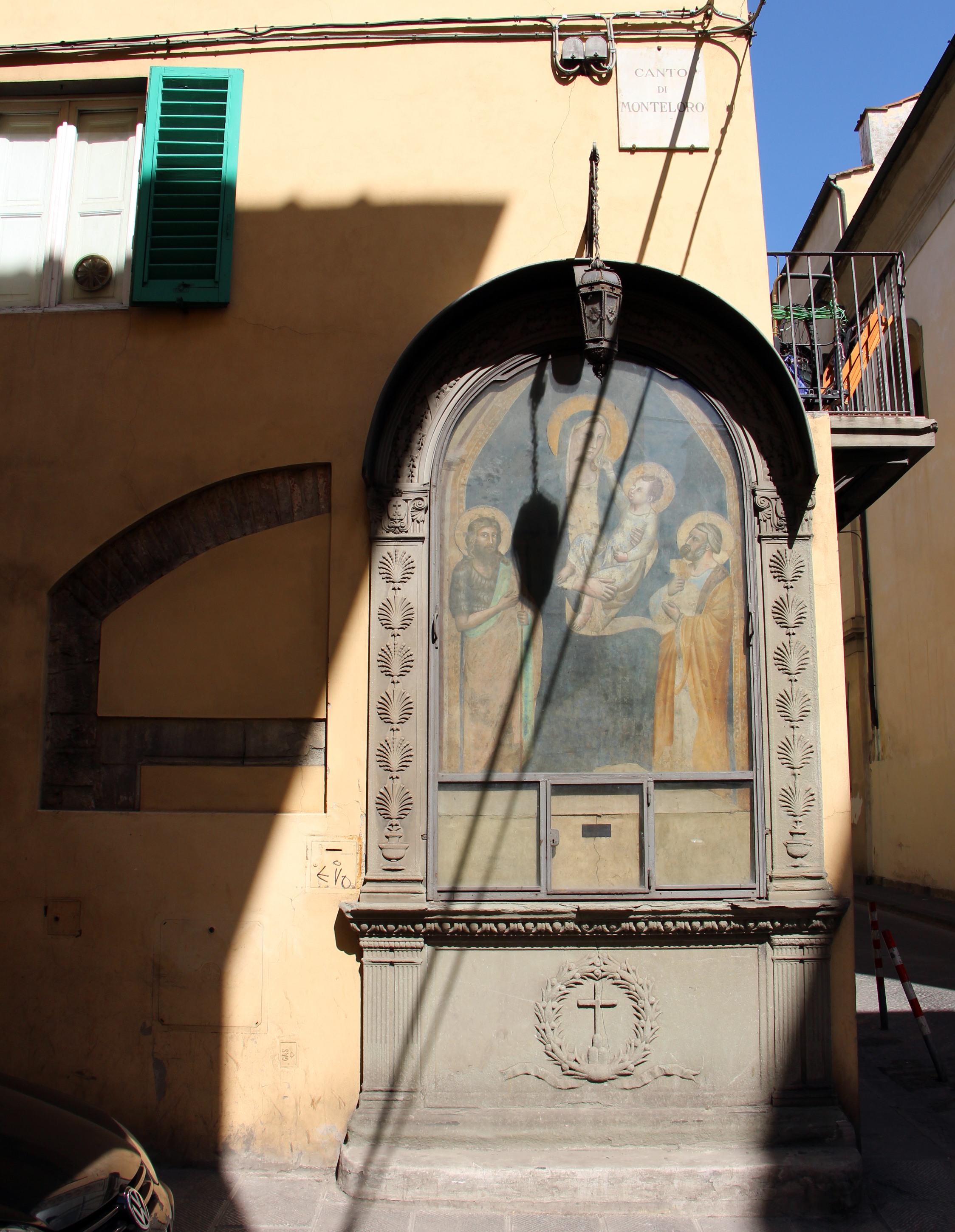
Tabernacolo di Montiloro
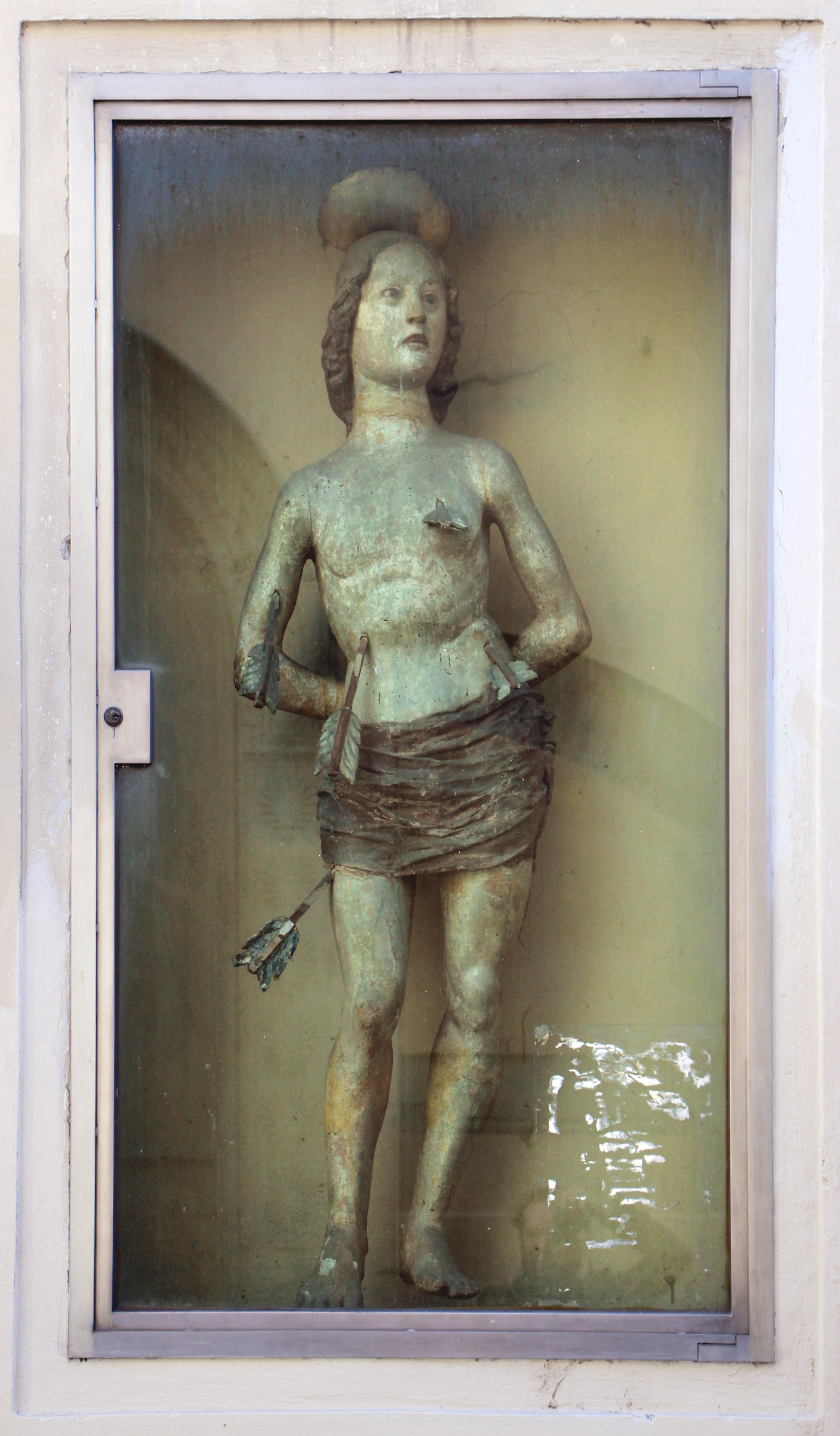
Tabernacolo di san Sebastiano
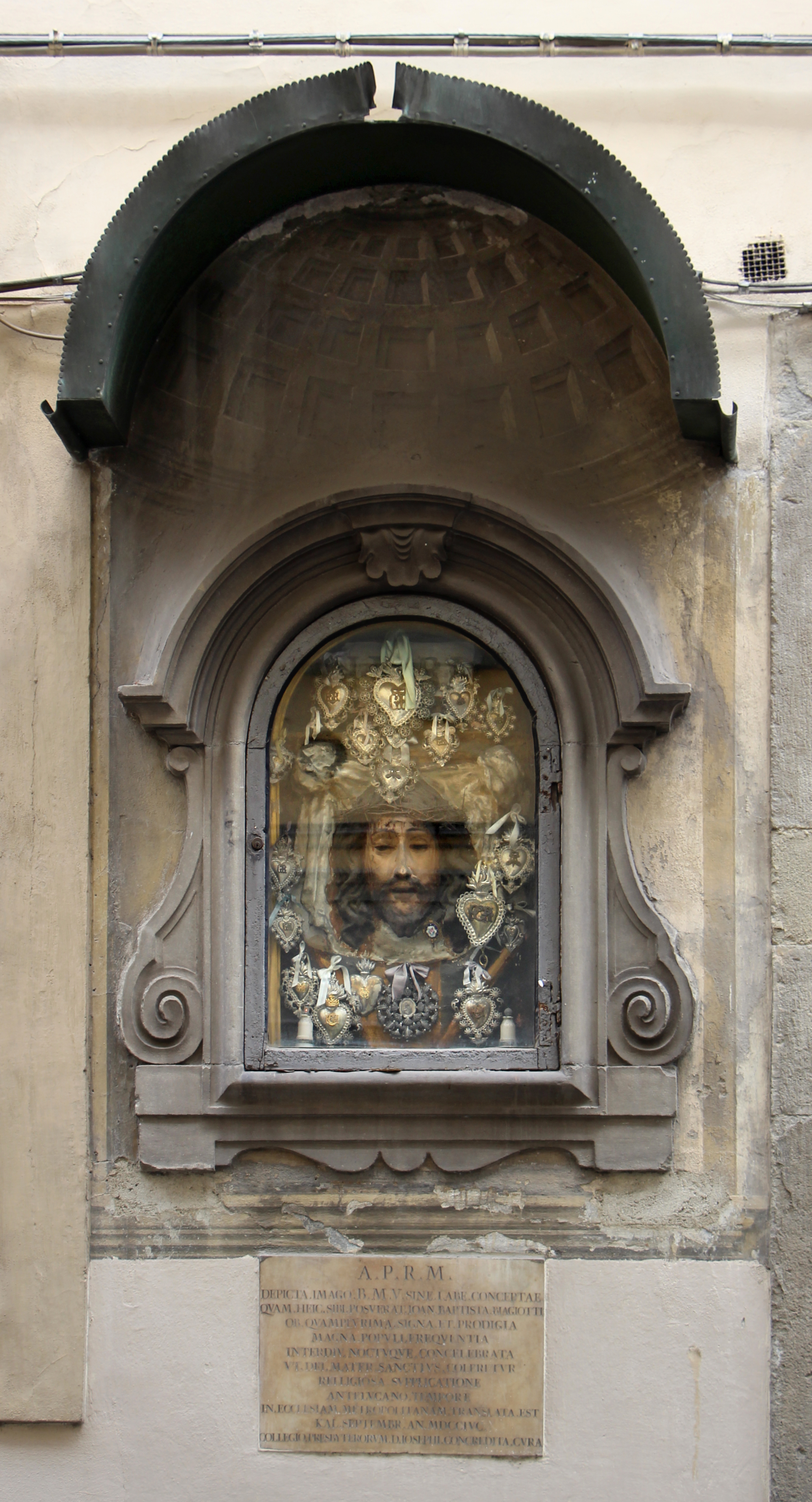
Tabernacolo del Velo della Veronica
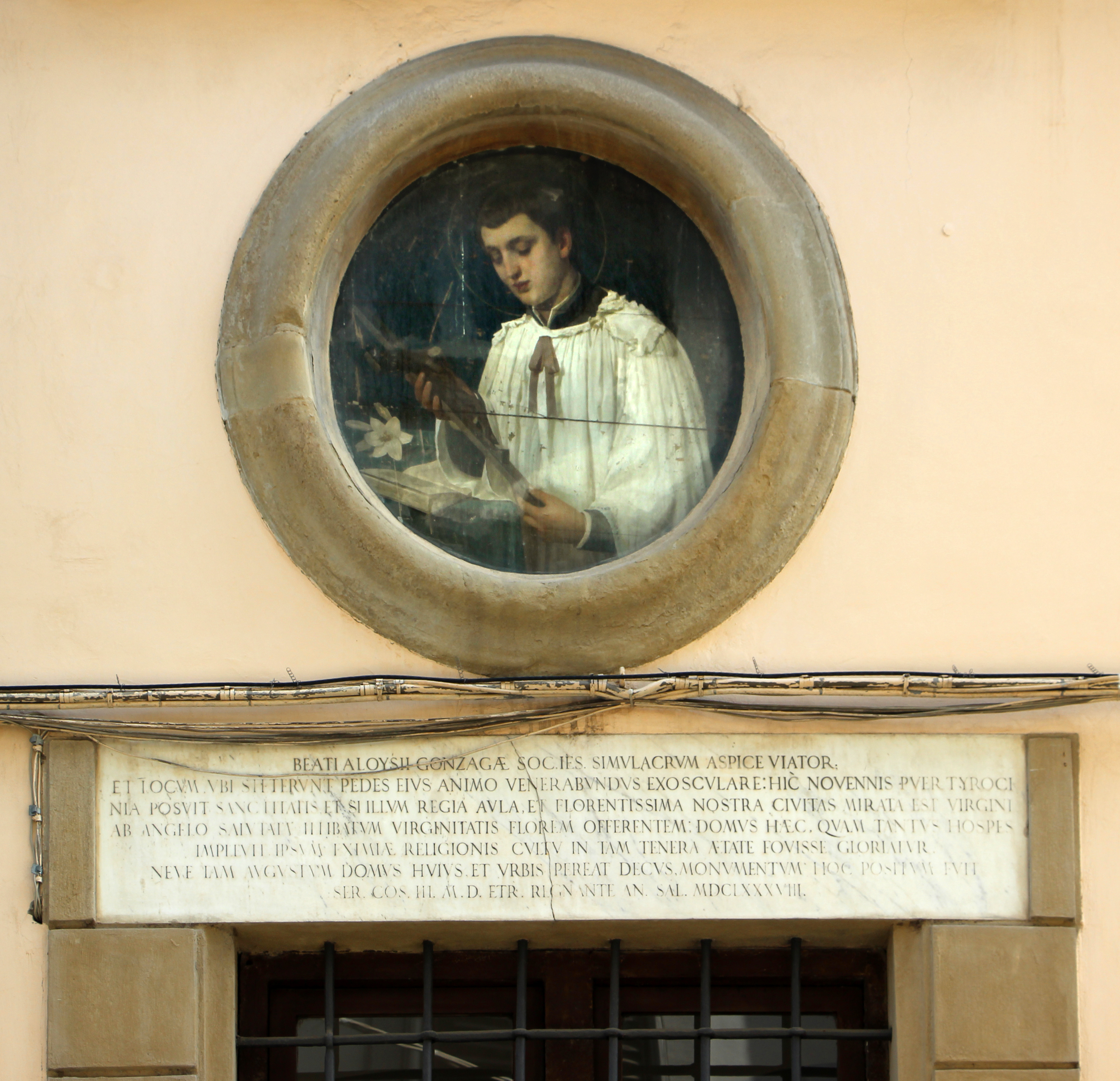
Tabernacolo di san Luigi Gonzaga